# Sten Sture de Oudere
Sten Sture de Oudere (Zweeds: Sten Sture den äldre; 1440 - Jönköping, 14 december 1503) was een Zweeds staatsman en regent van Zweden tijdens de Kalmar Unie. Zijn regeerperiode duurde van 1470 tot aan 1503, met een onderbreking van vier jaar (1497-1501).

## Achtergrond
Sten Sure was een zoon van Gustav Anundsson Sture, een afstammeling van koning Sverker II van Zweden, en Birgitta Stensdotter Bielke, halfzuster van de latere koning Karel VIII van Zweden.
In 1467 trouwde hij met Ingeborg Tott een vrouw die veel interesse toonde in ontwikkelingen op het gebied van wetenschap en theologie. Mede door haar invloed werd in 1477 de universiteit van Uppsala gesticht. Het huwelijk bleef kinderloos, maar Sten had een buitenechtelijke dochter die in het klooster zou treden.
Door zijn verwantschap met Karel VIII was hij al vroeg betrokken bij de opstanden die in Zweden voortdurend de kop opstaken. Deze richtten zich tegen de Kalmar Unie en met name tegen de koningen van Denemarken. Toch waren deze opstanden niet een puur Zweeds-Deens conflict; het merendeel van de conflicten kwam voort uit meningsverschillen tussen Zweedse facties, de pro-unionisten en anti-unionisten.

## Karel VIII
In april 1464 werd zijn hulp ingeroepen door bisschop Kettil Karlsson, regent voor de verdreven Karel VIII, in zijn strijd tegen koning Christiaan I van Denemarken. Op 17 april vond de Slag bij Harakar plaats en leidde tot de overwinning van de Zweden.
Na een korte regeerperiode van Karel VIII in 1464-1465 werd hij opnieuw verdreven door de Zweedse adel, maar de onlusten die daarop volgden en de opstand die daaruit voortkwam werden onder leiding van Sten Sture de oudere neergeslagen, waarna hij Karel weer op de troon hielp.

Stens intocht in Stockholm
(door Georg von Rosen)

Na de dood van Karel VIII werd Sten Sture in 1470 regent van Zweden. Dit was zeer tegen de wil in van de hoge Zweedse adel die liever Christiaan van Denemarken als koning had gezien. Deze onvrede escaleerde en resulteerde in de Slag bij Brunkeberg - in de omgeving van Stockholm - op 10 oktober 1471. De legers onder leiding van Christiaan I werden verslagen en Sten Sture verkreeg de status van nationale held en redder, waardoor hij in staat was zijn machtspositie te consolideren. Het beeld van 'Sint Joris en de Draak' van de Duitse beeldhouwer Bernt Notke (Storkyrkan, Stockholm) zou herinneren aan de overwinning tijdens deze slag.

## Oorlog met Rusland
In 1495 brak een oorlog uit tussen Zweden en Rusland, waarbij een vrije doorgang naar de Oostzee centraal stond. Rusland, aangespoord door koning Johan II van Denemarken was bereid de Denen te steunen in hun strijd tegen de regerende Sture familie in ruil voor gebieden in Finland (dat toen tot Zweden behoorde). Door een snelle inval in Zweden in 1497 door de legers van koning Johan II van Denemarken werd Sten gedwongen af te treden en kwam een einde aan de oorlog met Rusland (de schenking van gebieden aan de Russen werd overigens niet meer door Johan II gehonoreerd).
Het verdrag dat Johan II met Sten Sture sloot was niet ongunstig te noemen. De koning beloofde zich te houden aan de bepalingen van de Kalmar Unie en schonk aan Sten Finland en Norrland als zijn persoonlijk bezit. Afgunst onder de adel deed de koning er echter toe besluiten de schenkingen terug te nemen. Dit en het feit, dat Johan II zich niet hield aan de belofte om de regels van de Unie na te leven riepen opnieuw weerstand op en in 1501 werd Sten Sture weer aangesteld als regent tot aan zijn dood in 1503. Aanvankelijk werd hij begraven in een klooster te Mariefred, maar zijn gebeente werd later overgebracht naar de domkerk van Strängnäs.
Aangezien zijn huwelijk kinderloos bleef, had Sten Sture de oudere geen directe opvolgers. Zijn naaste familie waren kinderen van zijn overleden zuster (huis Wasa). Een van deze nazaten, een achterneef van Sten, zou later koning Gustaaf I van Zweden worden. Sten Sture werd opgevolgd door Svante Nilsson, een van zijn politieke tegenstanders.

## Sint Joris

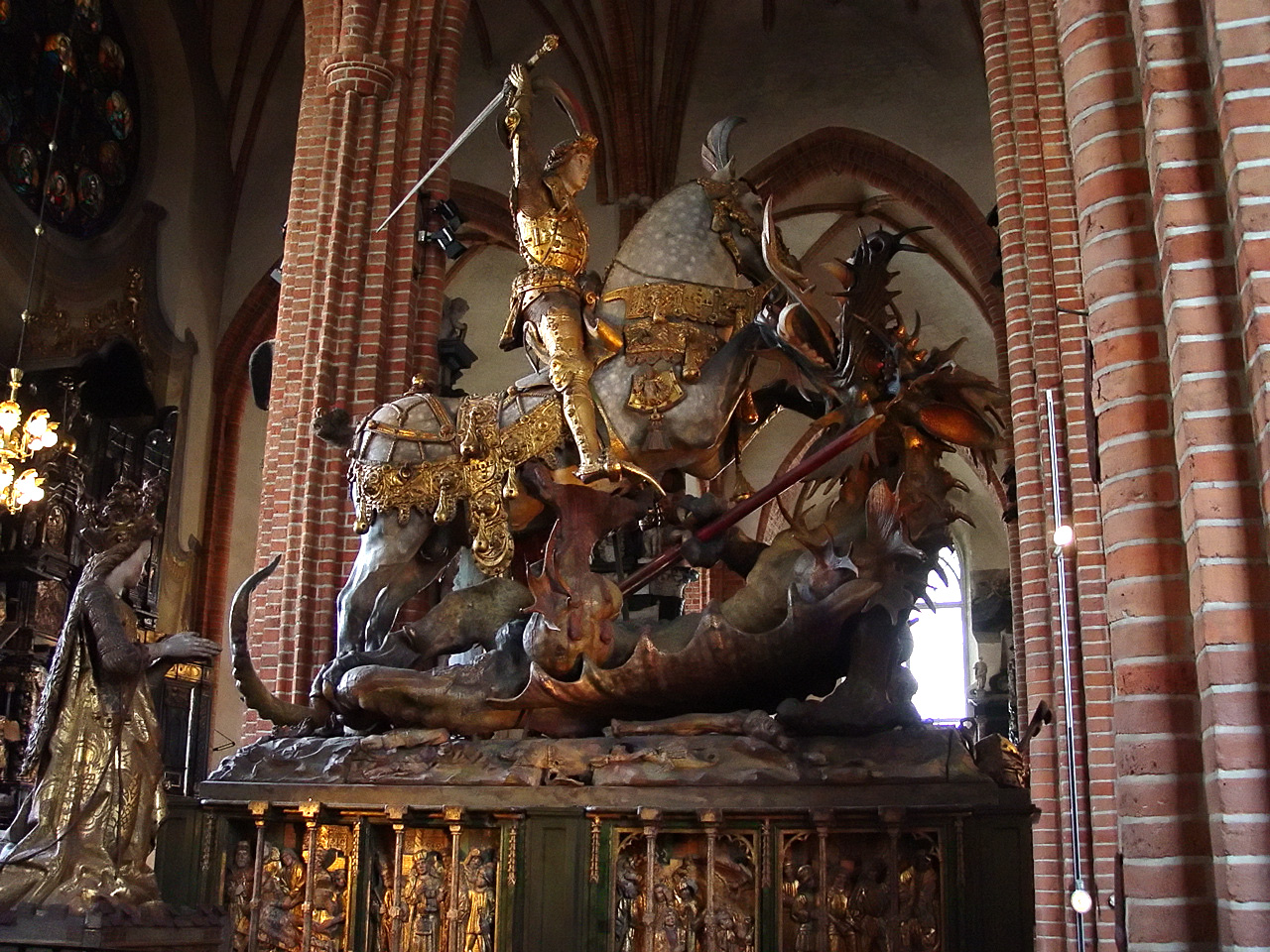
'Sint Joris en de Draak' in Stockholm

Het beeld 'Sint Joris en de Draak' dat in opdracht van Sten Sture werd gemaakt zou verwijzen naar de Slag bij Brunkeberg. Sten zou voor aanvang van deze Slag gebeden hebben tot Sint Joris.
Als interpretatie van het beeld werd gegeven, dat Sten Sture (= Sint Joris) Stockholm redde (= de prinses) van King Christiaan I (= Draak).
Deze interpretatie wordt echter betwijfeld en beschouwd als een romantische beschouwing van de reden tot plaatsing van dit beeld. In die periode was Sint Joris en de Draak een geliefd thema in de kerk en in de kunst en in die context moet de plaatsing van dit beeld dan ook gezien worden.